# Liste der Stolpersteine in Frohnleiten

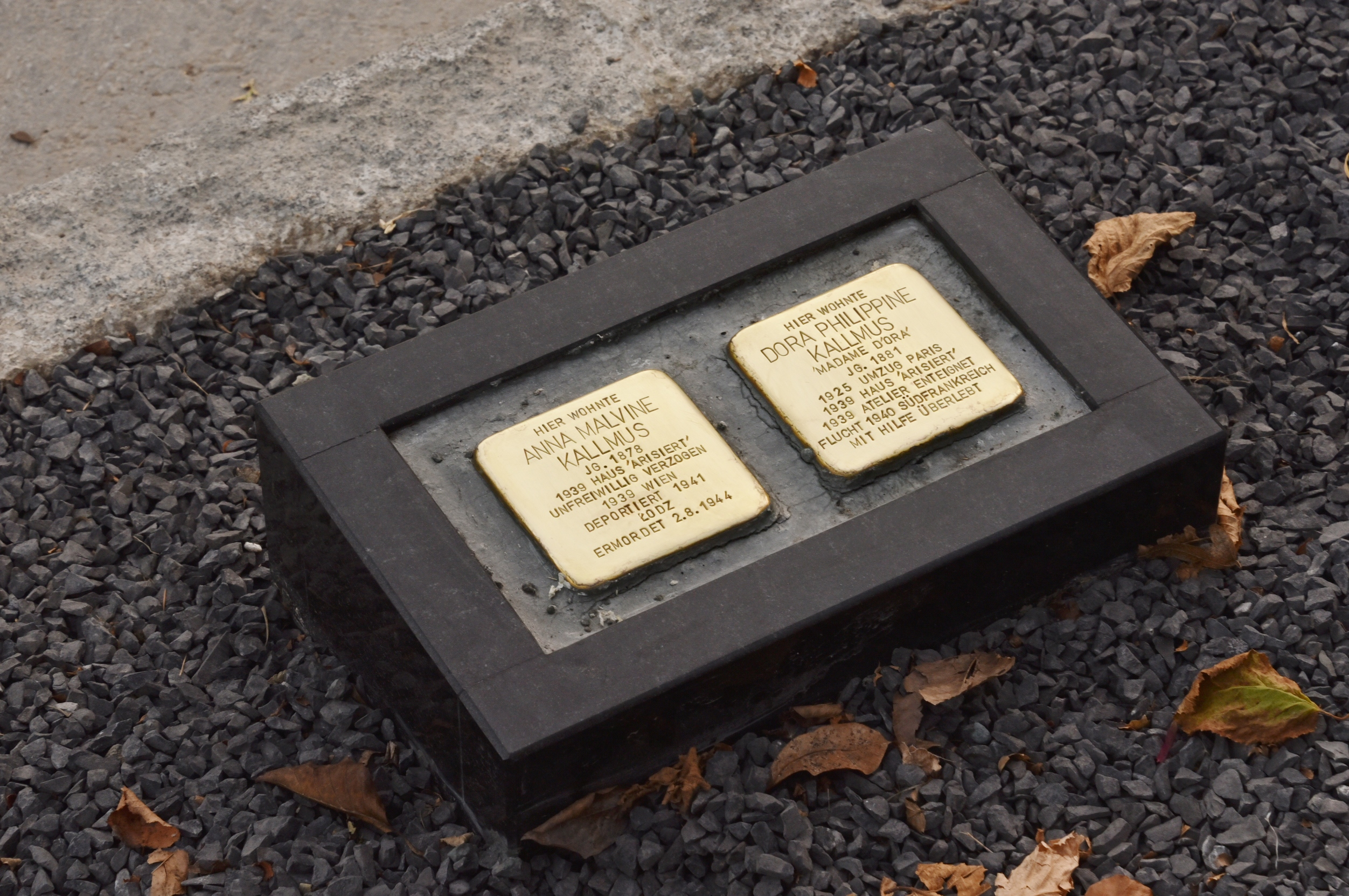
Stolpersteine für die Schwestern Kallmus

Die Liste der Stolpersteine in Frohnleiten enthält die Stolpersteine der Stadt Frohnleiten, die an das Schicksal der Menschen erinnern, welche von den Nationalsozialisten in Österreich ermordet, deportiert, vertrieben oder in den Suizid getrieben wurden. Stolpersteine sind ein Projekt des Künstlers Gunter Demnig. Die Stolpersteine liegen im Regelfall vor dem letzten freigewählten Wohnort des NS-Opfers.
Die erste Verlegung in Frohnleiten fand am 21. Oktober 2020 statt.

## Liste der Stolpersteine
In der Stadt Frohnleiten wurden bisher zehn Stolpersteine an drei Anschriften verlegt.(Stand Juli 2022)
| Stolperstein | Inschrift | Verlegeort            | Name, Leben |
| ------------ | --- | --------------------- | --- |
|              | HIER WOHNTE ANNA MALVINE KALLMUS JG. 1878 1939 HAUS ´ARISIERT´ UNFREIWILLIG VERZOGEN 1939 WIEN DEPORTIERT 1941 ŁÓDŹ ERMORDET 2.8.1944                                 | Dr.-Ammann-Straße 7 · | Anna Malvine Kallmus wurde am 28. Februar 1878 in Wien geboren. Ihre Eltern waren die Hof- und Gerichts-Advokaten Philipp Kallmus und Malvine, geborene Sonnenberg. Sie hatte eine jüngere Schwester, Dora (geboren 1881). Nach dem frühen Tod der Mutter im Jahre 1892 wurden sie und ihre Schwester von ihrer Großmutter väterlicherseits und einer Gouvernante großgezogen. Im Jahr 1919 erwarb Anna Kallmus ein Haus in Frohnleiten, wo auch zeitweise ihre Schwester mit ihr zusammen lebte. Nach der Machtergreifung der Nationalsozialisten wurde sie gezwungen ihreHaus an die Marktgemeinde Frohnleiten zu verkaufen und wegzuziehen. Sie zog 1939 nach Wien und bemühte sich um eine Möglichkeit zur Auswanderung, hätte dafür aber das Geld aus dem Hausverkauf benötigt, doch die Marktgemeinde zahlte nicht. Am 2. November 1941 wurde Kallmus mit dem Transport 10 von Wien in das Ghetto Litzmannstadt deportiert, ihre Transportnummer war die 591. Anna Malvine Kallmus wurde hier am 2. August 1944 ermordet. Ihrer Schwester, die versteckt in Frankreich überlebte, wurde das Haus restituiert. |
|              | HIER WOHNTE DORA PHILIPPINE KALLMUS ´MADAME D´ORA´ JG. 1881 1925 UMZUG PARIS 1939 HAUS ´ARISIERT´ 1939 ATELIER ENTEIGNET FLUCHT 1940 SÜDFRANKREICH MIT HILFE ÜBERLEBT | Dr.-Ammann-Straße 7 · | Dora Philippine Kallmus wurde am 20. März 1881 in Wien geboren. Ihre Eltern waren die Hof- und Gerichts-Advokaten Philipp Kallmus und Malvine, geborene Sonnenberg. Sie hatte eine ältere Schwester, Anna (geboren 1878). Nach dem frühen Tod der Mutter im Jahre 1892 wurden sie und ihre Schwester von ihrer Großmutter väterlicherseits und einer Gouvernante großgezogen. Dora Kallmus wurde eine international angesehene Fotografin, sie firmierte als Madame d’Ora. Sie überlebte Verfolgung und Holocaust versteckt in Südfrankreich, ihre Schwester wurde 1944 im Ghetto Litzmannstadt ermordet. Das Haus ihrer Schwester wurde ihr in einem Restitutionsverfahren zugesprochen. Dora Kallmus starb am 30. Oktober 1963 in Frohnleiten. |
|              | BERTHOLD SALZ JG. 1932 FLUCHT POLEN, SOWJETUNION | Hauptplatz 45 ·       | Berthold Salz wurde am 30. Juni 1932 geboren. Seine Eltern waren Markus Salz und Laura, geborene Weinberger. Die Familie zog nach Karlsbad, 1938/39 flüchtete die Familie Richtung Osten, zuerst nach Polen, dann weiter in die Sowjetunion. Seine Mutter verlor ihr Leben in einem Lager in Stalinabad, damals Tadschikische Sozialistische Sowjetrepublik. Berthold Salz und sein Vater konnten überleben. Beide wanderten 1951 in die USA aus. Berthold Salz starb am 25. Februar 2016 in Woodcliff Lake. |
|              | LAURA SALZ GEB. WEINBERGER JG. 1910 FLUCHT POLEN, SOWJETUNION FLÜCHTLINGSLAGER STALINABAD, DUSCHANBE TOT 1944                                                         | Hauptplatz 45 ·       | Laura Salz geb. Weinberger wurde am 4. Februar 1910 in Frohnleiten Nr. 32 geboren. Ihre Eltern waren der Gemischtwarenhändler Moritz Weinberger und Berta geb. Lustig. Am 18. März 1930 heiratete sie Markus Salz und lebte danach in Karlsbad. Das Paar bekam einen Sohn, Berthold (geboren 1932). Ihre Mutter starb 1931, der Vater im November 1938 an den Folgen einer KZ-Haft. Gemeinsam mit Ehemann und Sohn konnte sie über Polen in die Sowjetunion flüchten. Die Familie war dort interniert. Laura Salz verlor ihre Leben 1944 in einem Lager in Stalinabad. Ehemann und Sohn konnten die Shoah überleben, sie emigrierten 1951 in die USA. |
|              | MARKUS SALZ JG. 1905 FLUCHT POLEN, SOWJETUNION | Hauptplatz 45 ·       | Markus Salz wurde am 4. November 1905 in Munkács in den Karpaten geboren. Er stammte aus einer kinderreichen Familie, seine Eltern waren Osias Salz (1851–1944) und Leni Leie geb. Mermelstein (1871–1944). Am 18. März 1930 heiratete er Laura geb. Weinberger. Das junge Paar wohnte in Karlsbad, 1932 kam der gemeinsam Sohn Berthold zur Welt. 1951 emigrierten Vater und Sohn in die Vereinigten Staaten. Markus Salz war nach dem Tod seiner ersten Ehefrau noch einmal verheiratet. Seine zweite Frau, Elisabeth geb. Koralek (1910–1993), stammte aus dem tschechischen Most und war ebenfalls vor dem NS-Regime geflüchtet. Die zweite Ehe blieb kinderlos. Markus Salz starb am 10. Februar 1985. Er wurde in West Babylon, Suffolk County bestattet. |
|              | HIER WOHNTE / ARBEITETE IGNAC WEINBERGER JG. 1903 GESCHÄFT 'ARISIERT' 1938 FLUCHT PALÄSTINA                                                                           | Hauptplatz 45 ·       | Ignac Weinberger wurde im August 1903 geboren. Seine Eltern waren Moritz Weinberger und Berta, geborene Lustig. Er hatte mehrere Geschwister, Ladislaus (geboren 1899), Josza (geboren 1900), Schai (geboren 1901) und Albert (geboren 1906). Im Jahr 1907 zog die Familie nach Frohnleiten, hier wurde 1910 Schwester Laura geboren. Sein Vater betrieb hier eine Gemischtwarenhandlung, auch Ignac Weinberger arbeitete später im Geschäft. Seine Mutter starb 1931 an Diabetes. Sein Vater wurde 1938 in das KZ Dachau deportiert, das Geschäft wurde arisiert. Sein Vater kam wieder frei, doch starb kurze Zeit später an den Folgen der Haft. Weinberger gelang die Flucht nach Palästina, ebenso fast allen seinen Geschwistern. Seine Schwester Laura verlor ihr Leben 1944 in einem Lager in der Tadschikischen Sozialistischen Sowjetrepublik. |
|              | HIER WOHNTE / ARBEITETE LADISLAUS (LACI) WEINBERGER JG. 1899 GESCHÄFT 'ARISIERT' 1938 FLUCHT PALÄSTINA                                                                | Hauptplatz 45 ·       | Ladislaus Weinberger wurde am 18. Mai 1899 in Pressburg geboren. Seine Eltern waren Moritz Weinberger und Berta, geborene Lustig. Er hatte mehrere Geschwister, Josza (geboren 1900), Schai (geboren 1901), Ignac (geboren 1903) und Albert (geboren 1906). Im Jahr 1907 zog die Familie nach Frohnleiten, hier wurde 1910 Schwester Laura geboren. Sein Vater betrieb hier eine Gemischtwarenhandlung, auch Ladislaus Weinberger arbeitete später im Geschäft. Seine Mutter starb 1931 an Diabetes. Sein Vater wurde 1938 in das KZ Dachau deportiert, das Geschäft wurde arisiert. Sein Vater kam wieder frei, doch starb kurze Zeit später an den Folgen der Haft. Weinberger gelang die Flucht nach Palästina, wo er sich Elieser nannte. Sein Sohn Mosche Weinberg war Trainer der israelischen Ringermannschaft und wurde das erste Opfer des Münchner Olympia-Attentats. Ladislaus Weinbergers Enkel Guri ist Schauspieler und spielte in Steven Spielbergs Film München mit. Fast allen seinen Geschwistern gelang ebenfalls die Flucht nach Palästina, bis auf seiner Schwester Laura, diese verlor ihr Leben 1944 in einem Lager in der Tadschikischen Sozialistischen Sowjetrepublik. |
|              | HIER WOHNTE / ARBEITETE MORITZ WEINBERGER JG. 1872 GESCHÄFT 'ARISIERT' 1938 DEPORTIERT DACHAU ENTLASSEN TOT AN DEN FOLGEN 29.11.1938 GRAZ                             | Hauptplatz 45 ·       | Moritz Weinberger wurde am 18. April 1872 in Szeged an der Waag, Ungarn, geboren. Er wurde Kaufmann, heiratete Berta geb. Lustig (geboren 6. Oktober 1872 in Szempc, Slowakei) und bekam sechs Kinder, darunter die Töchter Josza (später verehelichte Schlesinger) und Laura (geboren 1910, später verehelichte Salz). Im März 1907 mietete er Wohn- und Geschäftsräumlichkeiten am Hauptplatz in Frohnleiten an. Er baute eine Gemischtwarenhandlung auf und führte sie erfolgreich. 1931 starb seine Ehefrau, 1933 auch seine Tochter Schai Bauernfeld. Nach der Machtergreifung des NS-Regimes in Österreich wurde das Geschäft „arisiert“, die Immobilie, die im Besitz des Getreidehändlers Leopold Neufeld stand, fiel an einen NSDAP-Blutordensträger. Moritz Weinberger wurde verhaftet und in das KZ Dachau verschleppt. Die Familie musste Frohnleiten verlassen, fand für kurze Zeit Unterschlupf bei Josza Schlesinger in Graz und bereitete die Emigration vor. Moritz Weinberger wurde entlassen, starb jedoch kurz darauf am 29. November 1938 im Haus Kaiserfeldgasse 19 in Graz an den Folgen der KZ-Haft. Alle fünf noch lebenden Kinder konnten flüchten, doch starb Tochter Laura 1944 in einem Lager in Tadschikistan. Die Söhne Albert, Ignac und Ladislaus konnten Palästina erreichen, ebenso Tochter Josza und deren Familie, weiters der verwitwete Schwiegersohn Robert Bauernfreund und dessen Tochter. Schwiegersohn Marcus Salz und Enkelsohn Berthold Salz überlebten die Kriegs- und Holocaustzeiten in der Sowjetunion. |
|              | HIER WIRKTE KATHARINA WEISS GEB. HAAS JG. 1880 SANATORIUM BESCHLAGNAHMT MÄRZ 1938 TOT 8.4.1938                                                                        | Bruckerstraße 2       | Katharina Weiss, geborene Haas (1880–1938) |
|              | HIER WIRKTE SAMUEL WEISS JG. 1864 TOT 16.3.1937 | Bruckerstraße 2       | Samuel Weiss(1864–1937) |

## Verlegedaten
- 21. Oktober 2020: Dr.-Ammann-Straße 7 für die Geschwister Kallmus
- 27. Oktober 2021: Hauptplatz 45 für die Familien Salz und Weinberger
- 3. Juli 2022: Bruckerstraße für das Ehepaar Weiss

Die Verlegungen erfolgten auf Initiative des Vereins für Gedenkkultur mit Sitz in Graz. Der Stolperstein für Albert Weinberger, Sohn des Moritz Weinberger, wurde in der Grazer Herrengasse 3 verlegt.